# Domus Vista Park III
Domus Vista Park III er et lejligheds- og rækkehusbyggeri på Frederiksberg, opført 1977-1978 af Jacob Hartmann, tegnet af arkitekterne Theo Bjerg og Palle Dyreborg. Bebyggelsen blev i 1984 præmieret af Frederiksberg Kommune.